# Gregory Pardlo

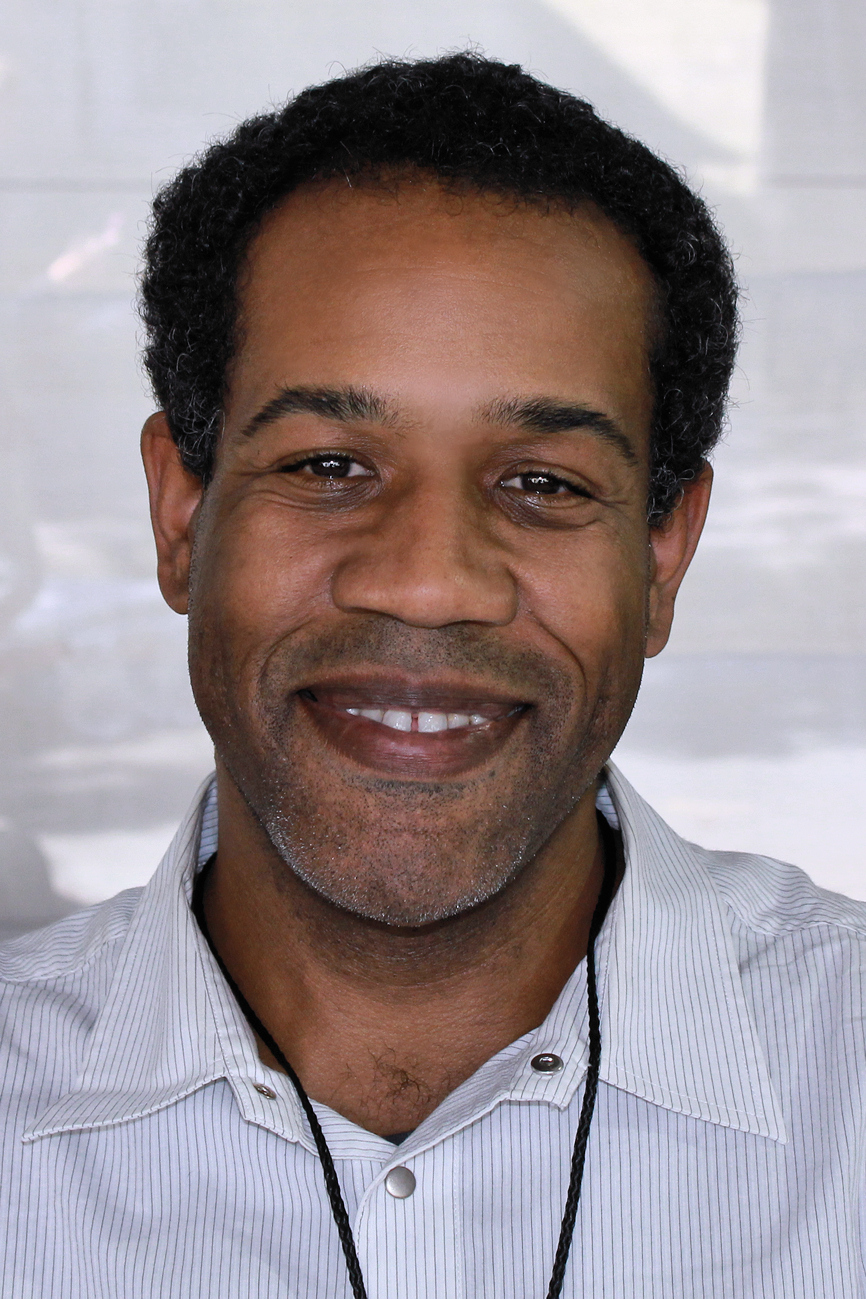
Gregory Pardlo (2015)

Gregory Pardlo (* 24. November 1968 in Philadelphia, Pennsylvania, USA) ist ein US-amerikanischer Dichter, Autor und Hochschullehrer.

## Leben
Pardlo wuchs in der Willingboro Township in New Jersey auf. Er studierte das Fach Englische Sprache an der Rutgers University in Camden (New Jersey) mit dem Abschluss Bachelor of Arts (B. A.). Ein Stipendium der New York Times in der Sparte Dichtung ermöglichte ihm an der New York University den Abschluss als Master of Fine Arts (MFA).
Pardlo lehrt zurzeit an der New Yorker Columbia University. Zuvor lehrte er an der George Washington University in Washington, D.C. sowie in New York City an drei Colleges der City University of New York, dem Medgar Evers College, dem John Jay College of Criminal Justice und dem Hunter College.
Pardlo veröffentlichte bisher zwei Sammelbände mit Gedichten, die außerdem in verschiedenen US-amerikanischen Zeitschriften wie den dreimal im Jahr erscheinenden Ploughshares gedruckt und vom National Public Radio verbreitet wurden.

## Stipendien
In der Folgezeit erhielt er weitere Stipendien wie zum Beispiel der New York Foundation for the Arts, der Künstlerkolonie in New Hampshire, der MacDowell Colony, und der City University of New York. Ferner erhielt er vom National Endowment for the Arts ein Übersetzungs-Stipendium für eine Übersetzung aus dem Dänischen.

## Preise und Auszeichnungen
- 2003: Vorschlagsliste Pushcart Prize
- 2008: Vorschlagsliste Pushcart Prize
- 2015: Preisträger Pulitzer-Preis/Dichtung für Digest

## Veröffentlichungen
- Totem. Copper Canyon Press, Port Townsend, Washington, USA 2007, ISBN 978-0-9776395-2-6.
- Digest. Four Way Books, New York City, USA 2014, ISBN 978-1-935536-50-5.

## Übersetzungen
- Niels Lyngsö: Pencil of rays and spiked mace. Book Thug, Toronto, Ontario, Kanada 2004, ISBN 0-9735640-1-6.